# Riley Fitzsimmons
Riley Fitzsimmons (Gosford, 27 de julio de 1996) es un deportista australiano que compite en piragüismo en la modalidad de aguas tranquilas.
Participó en tres Juegos Olímpicos de Verano, entre los años 2016 y 2024, obteniendo una medalla de plata en París 2024, en la prueba de K4 500 m. Ganó una medalla de oro en el Campeonato Mundial de Piragüismo de 2017, en la prueba de K4 1000 m.

## Palmarés internacional
| Juegos Olímpicos   | Juegos Olímpicos         | Juegos Olímpicos | Juegos Olímpicos |
| Año                | Lugar                    | Medalla          | Competición      |
| ------------------ | ------------------------ | ---------------- | ---------------- |
| 2024               | París (Francia)          | Medalla de plata | K4 500 m         |
| Campeonato Mundial |                          |                  |                  |
| Año                | Lugar                    | Medalla          | Competición      |
| 2017               | Račice (República Checa) | Medalla de oro   | K4 1000 m        |